# Intellivision
Intellivision – konsola gier wideo drugiej generacji wydana przez Mattel Electronics w 1979 roku. Nazwa Intellivision pochodzi od skrzyżowania słów "intelligent television". Druga najlepiej sprzedająca się konsola drugiej generacji (po Atari 2600), sprzedano ją w około 3 milionach egzemplarzy, wydano na nią 125 gier.

## Historia
Od początku projektowania konsoli, głównym celem jej producentów była konkurencja z dominującą wówczas na rynku Atari 2600, Intellivision w tym celu została wyposażona w lepsze technologicznie komponenty, miało to zachęcić kupujących, którzy od razu zauważyliby to podczas rozgrywki. Przewaga technologiczna nad konkurentem i "bardziej realistyczny" wygląd gier  w późniejszych latach był często podkreślany w reklamach.
Pierwsza testowa partia konsoli została wydana w 1979 roku, była to wersja wyposażona w cztery tytuły. Sprzedaż testowa okazała się udana, dlatego też rok później konsolę wydano oficjalnie w Ameryce Północnej. W pierwszym roku konsola sprzedała się w 175 tysiącach egzemplarzy, a biblioteka gier liczyła 35 tytułów. W 1982 roku rosnąca popularność spowodowała wydanie konsoli w Europie i Japonii.
Kryzys w branży gier wideo w 1983 roku spowodował, że Intellivision zaczęła ponosić straty, konkurencja, coraz mniejsza sprzedaż i coraz trudniejsza sytuacja na rynku zmusiła firmę Mattel do wycofania konsoli z rynku w 1984 roku.

## Specyfikacja
- 16-bitowy procesor General Instrument CP1600 894.886 kHz, 1 mHz w wersji PAL/SECAM
- RAM: 1465 bajtów
- ROM: 7168 bajtów
- Chip graficzny: General Instrument AY-3-8900/AY-3-8900-1
  - Rozdzielczość 159x96 pikseli
  - 16-kolorowa paleta
  - Maksymalna liczba spritów - 8
- Chip audio: General Instrument AY-3-8914
  - Trzy kanały dźwięku w tym generator szumu(noise)

### Kontroler
- 12 przycisków - klawiatura numeryczna 0-9, przyciski clear i enter
- 16 kierunkowy dysk
- Specjalne nakładki na klawiaturę numeryczną, pozwalające na uwidocznienie funkcji klawiszy w poszczególnych grach